# Swedish Match
Swedish Match es una compañía sueca con sede en Estocolmo que fabrica snus, tabaco de aspirar (rapé) húmedo, y tabaco de mascar (con su marca Red Man). Estos productos son conocidos como tabaco húmedo sin humo. La compañía también fabrica máquinas elaboradoras de puros, fósforos y encendedores. Swedish Match fue fundada como Svenska Tändsticksaktiebolaget por Ivar Kreuger en 1917 en Jönköping (también conocida como la "Ciudad de los fósforos"). Mediante la adquisición de monopolios nacionales y con su fusión con la compañía británica Bryant and May, en 1926, se convirtió en el mayor fabricante del mundo de fósforos. La compañía cambió su nombre en 1980.
En 1992, la compañía cotizada en bolsa, Procordia, con Volvo y el Estado sueco como sus principales propietarios, adquiere el negocio de fósforos y encendedores, denominado Swedish Match. Las operaciones de Swedish Match fueron combinadas con las operaciones de negocio de Procordia. Esta división de Procordia United Brands fue renombrada Swedish Match para aprovecharse de este nombre de empresa conocido internacionalmente. El presidente de la empresa fue Klaus Unger. Esta nueva combinación suponía que los negocios de tabaco, STA (Svenska Tobaks), EBAS (Elisabeth Bas) y Pinkerton, tendrían una red internacional para así mejorar su eficiencia comercial, de venta y distribución. Swedish Match fue listada públicamente en bolsa en 1996, después de haberse escindido de Volvo. Las acciones de Swedish Match cotizan en la bolsa de Estocolmo (NASDAQ OMX Stockholm) desde 1996 con el símbolo SWMA.

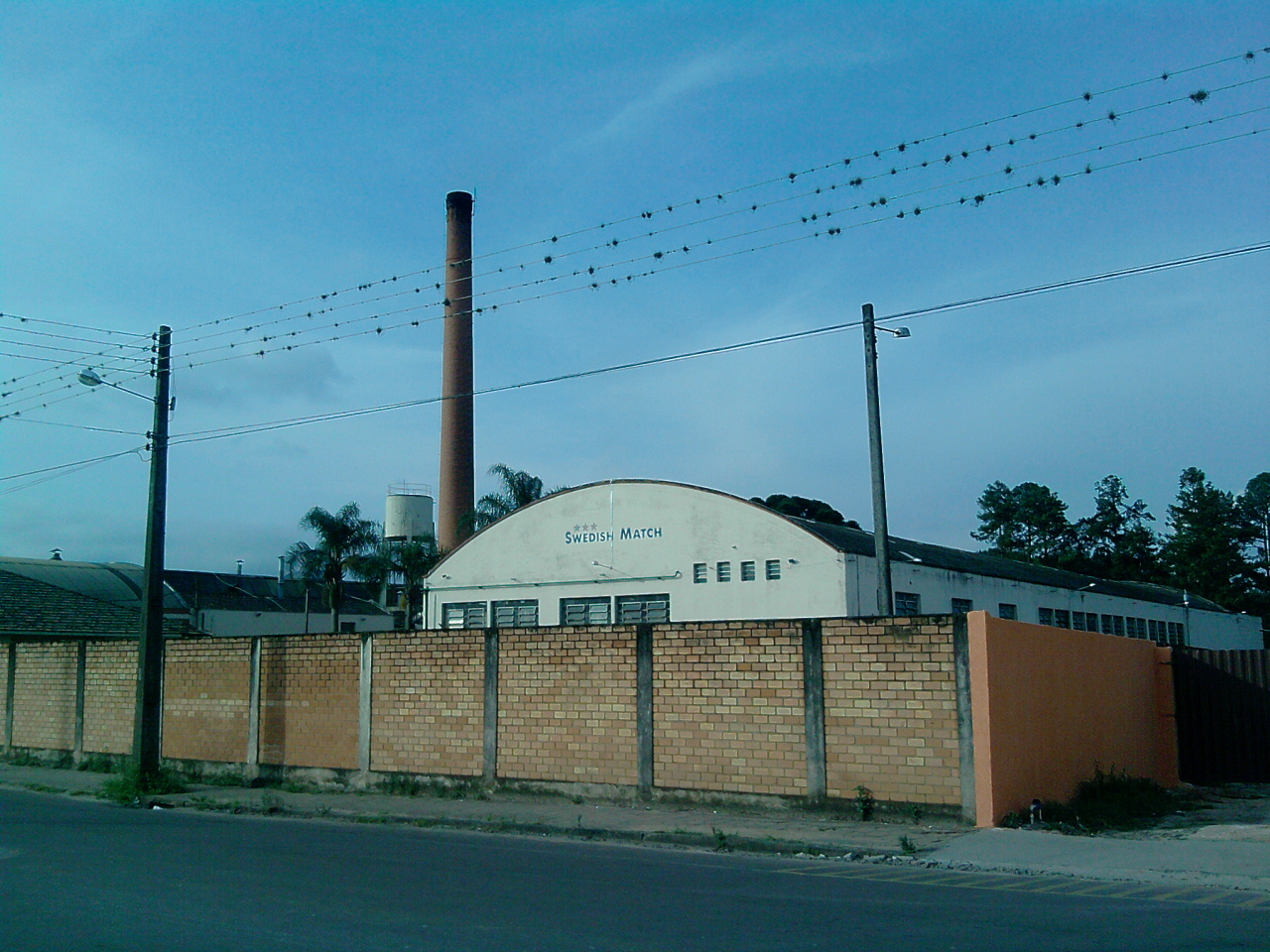
Vista externa y parcial de una fábrica de fósforos perteneciente a Swedish Match en Piraí do Sul, Paraná, Brasil.

En tanto que en la actualidad Swedish Match todavía produce fósforos, la mayoría de sus ventas y beneficio provienen de sus productos de tabaco sin humo y máquinas elaboradoras de puros. Swedish Match genera la mayoría de sus ventas en Suecia y Noruega, EE. UU., y Brasil, aunque también tiene una significante presencia mundial mediante sus negocios de fósforos y encendedores.
En los EE. UU., Swedich Match produce y distribuye las marcas Longhorn, Timber Wolf y Red Man de rapé. La compañía también se ha expandido en Estados Unidos en el negocio de los puros premium con la adquisición de General Cigar Company Inc. (productor de las versiones no cubanas de Macanudo, Partagas y Punch) anteriormente de Edgar Cullman y El Crédito Cigar Company (productor de La Gloria Cubana y El Rico Habano) anteriormente de Ernesto Perez-Carrillo. En octubre de 2010 la compañía transfirió sus negocios de puros premium americanos y europeos, y su negocio de tabaco de pipa a grupo Scandinavian Tobacco Group. Esto fue parte de una transacción en donde el 1 de octubre de 2010 Swedish Match adquiría el 49% de Scandinavian Tobacco Group, fusionando sus operaciones de puros, tabaco de pipa y accesorios (excepto sus margas de puros generalistas estadounidenses) en una firma.
En un esfuerzo para expandir sus negocios de snus fuera de Suecia y Noruega, la compañía recientemente ha vendido su marca principal de snus en el mercado escandinavo, General, a vendedores minoristas seleccionados en los EE. UU. Para Estados Unidos, el snus es una categoría relativamente nueva. En los EE. UU., la principal de categoría de tabaco sin humo es el rapé húmedo. (El rapé húmedo es fabricado utilizando un proceso de fermentación y usualmente es emplazado en el labio inferior, requiriendo ser escupido. El snus es fabricado utilizado un proceso de calor por vapor —como la pasteurización— y es usualmente colocado bajo el labio superior, lo que significa que no es necesario ser escupido). Swedish Match también posee el 50% de una joint venture, SMPMI, que explora la posibilidad de vender snus fuera de Escandinavia y los EE. UU. El otro 50% de SMPMI es propiedad de Philip Morris International.

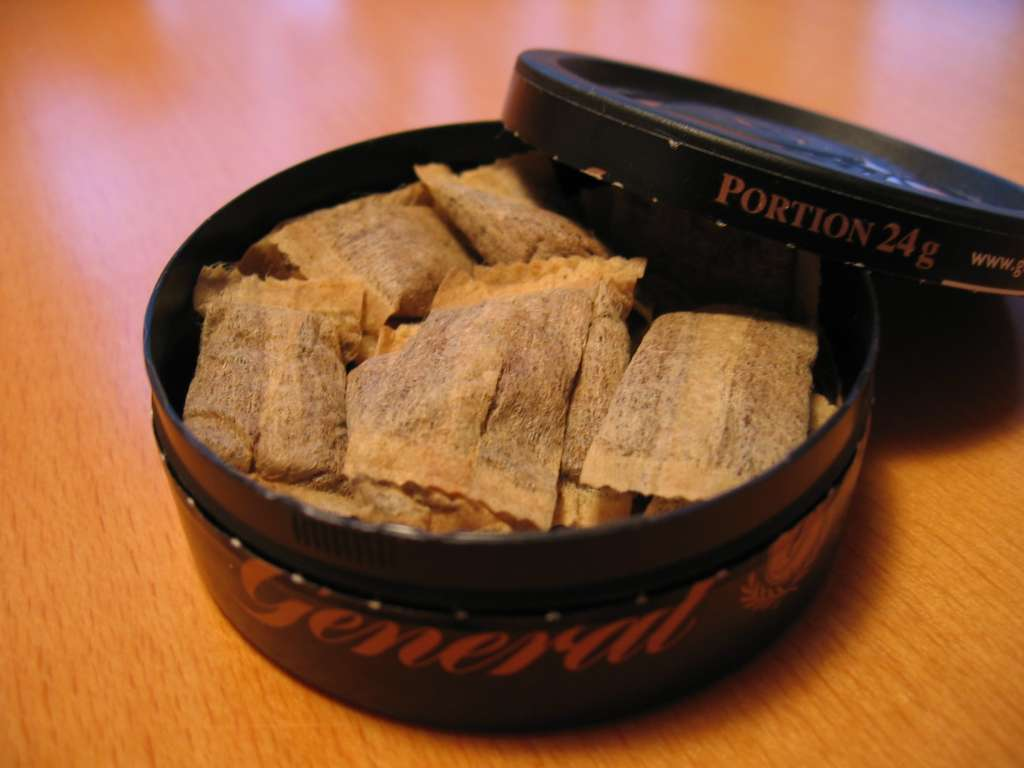
Snus, un producto de tabaco comercializado por Swedish Match.

También venden la marca Ventti de papel de fumar para cigarrillos en Australia (que es una de las marcas más disponibles de papel de fumar en tiendas generalistas y supermercados).

## Expansión internacional
La cooperación entre Swedish Match y P.T. Jamafac, que empezó en 1971 y se expandió en 1996, ha sido ahora formalizada en un acuerdo de joint venture dirigido a fortalecer la posición de Swedish Match en el Sureste de Asia. En 1999, Swedish Match firmó un acuerdo para adquirir el 40% del mayor productor de fósforos en Indonesia, P.T. Java Match Factory (P.T. Jamafac). La compañía tiene unidades de producción en Yakarta y Bandung.
A febrero de 2009, se anunció que Swedish Match colaboraría con Phillip Morris International en una empresa conjunta, para probar efectivamente varios mercados internacionales. Su objetivo era expandir la línea de productos de tabaco sin humo de Swedish Match fuera de los mercados de EE.UU y Escandinavia. La colaboración situó test de mercado en Tel Aviv, Israel; San Petersburgo, Rusia; y en todo Canadá.